# ربکا کوین
ربکا کوین (انگلیسی: Quinn؛ زادهٔ ۱۱ اوت ۱۹۹۵) بازیکن فوتبال زن اهل کانادا است.
از باشگاه‌هایی که در آن بازی کرده‌است می‌توان به واشینگتن اسپیریت و باشگاه فوتبال رین اشاره کرد.
وی همچنین در تیم‌های ملی فوتبال زیر ۱۷ سال زنان کانادا، زیر ۲۰ سال زنان کانادا، زنان کانادا، و زنان کانادا بازی کرده‌است.
وی در مسابقات کشوری و بین‌المللی در مجموع برندهٔ ۱ مدال برنز شده‌است.